# Tendosphaera brembana
Tendosphaera brembana is een pissebed uit de familie Tendosphaeridae. De wetenschappelijke naam van de soort is voor het eerst geldig gepubliceerd in 1931 door Karl Wilhelm Verhoeff.